# Karel Kuneš st.
Karel Kuneš st. (6. března 1898, Domažlice – 5. června 1970, Domažlice) byl malíř, grafik a externí učitel učňovských škol v Domažlicích, otec sochaře Karla Kuneše ml.

## Život
Narodil se 6. března 1898 v Domažlicích. Pocházel z chudé rodiny mlynářského pomocníka. V osmi letech ztratil matku, v deseti otce a vyrůstal pak v rodině nevlastního bratra. Nejprve se vyučil malířem pokojů, později absolvoval umělecké školení u profesora domažlického gymnázia Trefného a poté malířskou školu profesora Proškovce v Plzni – odborné studium dekorativního malířství.
Za První republiky byl členem družstva Chodovia, později v něm působil jako umělecký vedoucí. Během první světové války narukoval k 35. plzeňskému pěchotnímu pluku. Za druhé světové války byl vězněn v koncentračním táboře Flossenbürg.
Od roku 1933 byl členem Sdružení západočeských výtvarných umělců, později pak Svazu československých výtvarných umělců; od roku 1944 získal členství ve spolku sběratelů a přátel exlibris (SSPE). Mezi jeho koníčky vedle tvorby exlibris patřily skauting a turistika.
Karel Kuneš st. zemřel 5. června 1970 v Domažlicích. Pohřben je na domažlickém hřbitově společně se svým synem, sochařem Karlem Kunešem ml.

## Tvorba
Pracoval v oboru chodské ornamentiky a lidového malířství. Maloval nejčastěji olejomalby a akvarely s náměty především krajinářskými z prostředí západních Čech, zejména Domažlicka. V grafice tvořil dřevoryty, knižní ilustrace a exlibris. Roku 1938 vydal soubor dvanácti dřevorytů Domažlice.
Spolu s dalšími výtvarníky se podílel na knize Rudolfa Svačiny Obrázky z Chodska. Se spisovatelem Janem Vrbou vytvořili knihu Domažlice – pevná vlasti hráz (1947). Po druhé světové válce pracoval též na velké nástěnné malbě – podílel se např. na výzdobě prostor domažlické Dubiny.

### Exlibris
Své první exlibris vytvořil v roce 1938 a do roku 1969 jich vzniklo nejméně 114, více než polovina z nich pak v posledních letech druhé světové války (v roce 1944 52 listů). Později, od roku 1947 už vytvářel pouze jedno až tři exlibris ročně.
Až na čtyři výjimky jsou všechna exlibris realizována technikou dřevorytu, kterou Kuneš dobře ovládal a uměl uplatnil v námětech ornamentálních a v domažlických partiích, které dobře znal. Náměty, jako ostatně v celé Kunešově tvorbě, úzce souvisí s Chodskem a Domažlicemi – často se vyskytují domažlické věže, Chodský hrad a lidový ornament.

## Souborné výstavy
Souborně vystavoval v Domažlicích v letech 1939 a 1942.